# Omolje
Omolje är en ort i Bosnien och Hercegovina.   Den ligger i entiteten Federationen Bosnien och Hercegovina, i den sydvästra delen av landet, 90 km väster om huvudstaden Sarajevo. Omolje ligger 890 meter över havet och antalet invånare är 662.
Terrängen runt Omolje är huvudsakligen kuperad, men åt nordväst är den platt. Närmaste större samhälle är Drežnica, 10,9 km söder om Omolje. 
Omgivningarna runt Omolje är en mosaik av jordbruksmark och naturlig växtlighet. Runt Omolje är det ganska tätbefolkat, med 93 invånare per kvadratkilometer.